# Denis Alekseevič Davydov
Denis Alekseevič Davydov (in russo Денис Алексеевич Давыдов?; traslitterazione anglosassone: Denis Alekseyevich Davydov; Mosca, 22 marzo 1995) è un calciatore russo, attaccante svincolato.

## Carriera

### Club
Fino al 2016 aveva sempre giocato nel campionato russo.

### Nazionale
Ha debuttato con la maglia della nazionale Under-21 durante le qualificazioni al campionato europeo di categoria nel 2015.

## Palmarès

### Competizioni nazionali
- Campionato russo: 1

Spartak Mosca: 2016-2017
- Supercoppa di Russia: 1

Spartak Mosca: 2017